# Wackerow
Wackerow település Németországban, Mecklenburg-Elő-Pomeránia tartományban. Lakosainak száma 1542 fő (2023. december 31.).

## Népesség
A település népességének változása:
| Lakosok száma | 1346 | 1376 | 1512 | 1547 | 1542 |
|               | 2017 | 2019 | 2021 | 2022 | 2023 |